# Hoher Riffler
 Hohe Riffler, cu altitudinea de 3168 m deasupra n.m., este cel mai înalt vârf din Alpii Verwall, fiind situat în apropiere de localitatea Ischgl și St. Anton am Arlberg din Austria.